# Cihuri
Cihuri ist ein spanischer Ort am Unterlauf des Río Tirón in der Region La Rioja mit 200 Einwohnern (Stand: 2024).

## Lage
Cihuri liegt knapp 50 Fahrtkilometer nordwestlich von Logroño am Fluss Tirón. Die nächstgrößeren Städte sind Haro (6,5 Kilometer östlich) und Miranda de Ebro (ca. 20 Kilometer nördlich).

## Bevölkerungsentwicklung
| Jahr      | 1960 | 1970 | 1981 | 1991 | 2001 | 2010 |
| Einwohner | 338  | 261  | 202  | 175  | 152  | 215  |

In der 2. Hälfte des 19. und der ersten Hälfte des 20. Jahrhunderts hatte der Ort stets zwischen 380 und 550 Einwohner. Infolge der Mechanisierung der Landwirtschaft und des daraus resultierenden geringeren Arbeitskräftebedarfs ist die Zahl der Einwohner seit der Mitte des 20. Jahrhunderts deutlich zurückgegangen.

## Wirtschaft
An erster Stelle im Wirtschaftsleben der Gemeinde steht traditionell die Landwirtschaft und hier vor allem der Weinbau (285 ha) – Cihuri gehört zum Anbaugebiet der Rioja Alta. Daneben werden auch Weizen (293 ha), Gerste (89 ha), Kartoffeln (6 ha) sowie Erbsen, Bohnen und anderes Gemüse (30 ha) kultiviert.

## Geschichte
In einer Urkunde des Jahres 947 wird erwähnt, dass Graf Fernán González dem Kloster San Millán de la Cogolla ein anderes Kloster mit Namen San Juan Bautista bei Zifuri am Río Tirón übereignet habe. Diese Eigentumsübertragung wurde im 11. Jahrhundert durch König Ferdinand I. von León bestätigt. Cihuri gehörte somit – auch gegen den mehrfach explizit geäußerten Willen der Bevölkerung – bis zur Abschaffung aller Grundherrschaften (señorios) im 19. Jahrhundert zum Kloster von San Millán de la Cogolla.

## Sehenswürdigkeiten

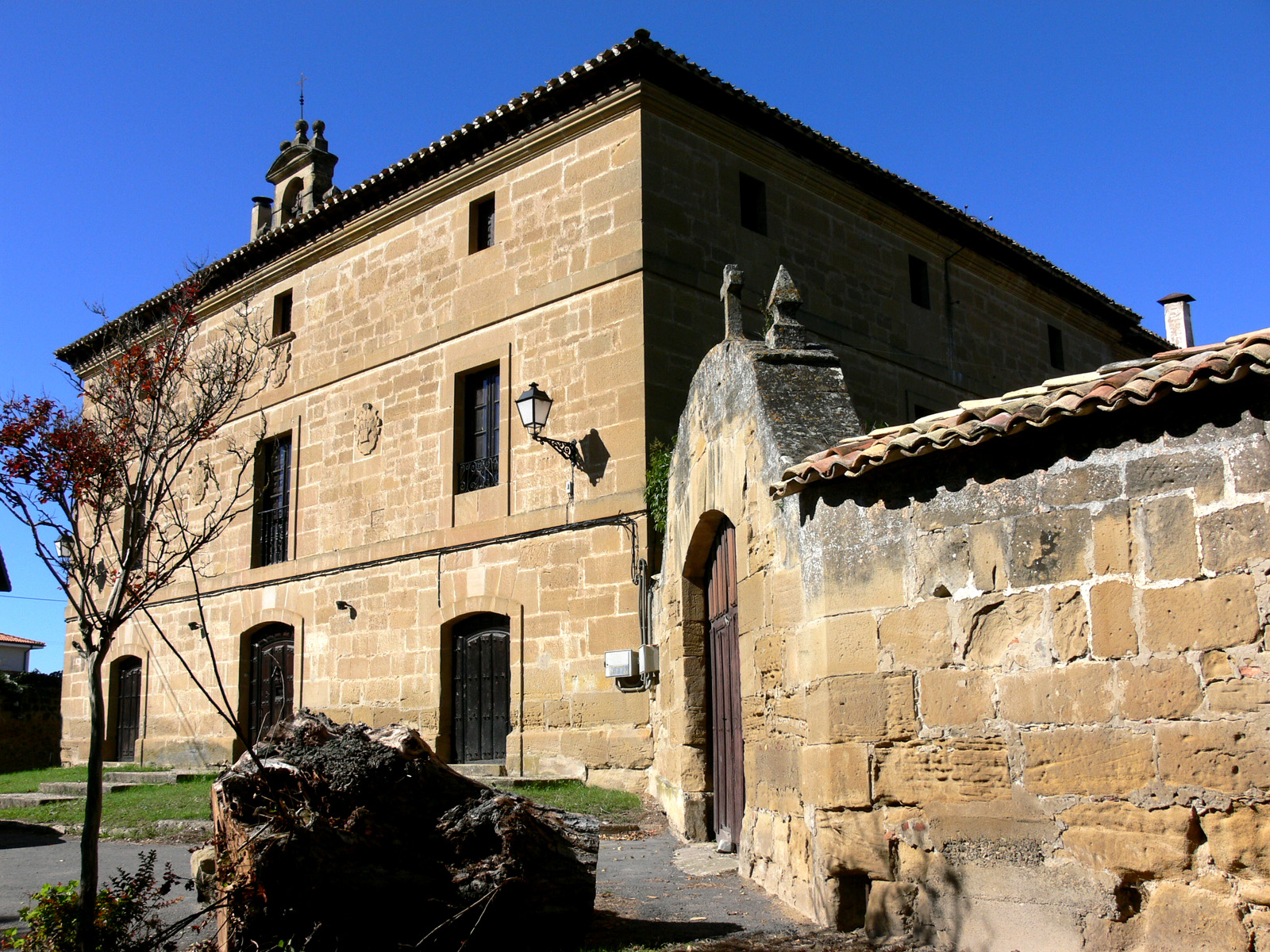
Casa del Priorato

- Die Pfarrkirche San Juan Bautista ist ein einschiffiger neoklassizistischer Bau aus dem 18. oder 19. Jahrhundert mit einem Altarretabel aus dem 18. Jahrhundert im flachen Chorschluss. Bemerkenswert ist das Vorhandensein einer – einfach gestalteten – Südvorhalle (portico).
- Ein nobles Gebäude des 17. Jahrhunderts mit einem kleinen Glockengiebel (espadaña) und einem steinernen Wappenschild des Klosters San Millan de Cogolla wird Casa del Priorato genannt. Ob es sich tatsächlich um den Wohnsitz eines Priors handelte, ist jedoch unklar.
- Unmittelbarer gegenüber überquert eine einbogige mittelalterliche Steinbrücke – fälschlicherweise 'Römerbrücke' (puente romano) genannt – den Río Tirón. Beidseits des großen Mittelbogens befinden sich zwei kleinere Durchlässe.

## Fiestas
- 15. Mai: Fest des hl. Isidor von Madrid (San Isidro Labrador)
- Dritter Samstag im September: Erntedankfest (Fiestas de Gracias)